# Blackwater Park (Album)
Blackwater Park ist das fünfte Studioalbum der schwedischen Metal-Band Opeth. Es erschien im Jahr 2001 bei Music for Nations.

## Entstehung und Veröffentlichung
Im Jahr 2000 wechselten Opeth zu Music for Nations. In London begegnete Mikael Åkerfeldt Steven Wilson und konnte ihn als Produzent für ein neues Album gewinnen. Blackwater Park wurde von August bis Oktober 2000 im Studio Fredman aufgenommen. Wilson war außerdem als Gastmusiker beteiligt, ebenso Markus Lindberg. Wilson, Fredrik Nordström und Opeth mischten das Album, Göran Finberg masterte es. Travis Smith gestaltete das Artwork. Das Album ist nach der kurzlebigen deutschen Progressive-Rock-Band Blackwater Park benannt.
Bei Music for Nations erschien auch eine limitierte Auflage mit Bonus-CD. Sony Music legte das Album 2006 neu auf und veröffentlichte 2010 eine remasterte Version mit Bonus-Titel sowie einer Raumklang-Fassung und Making-of auf DVD.

## Titelliste
1. The Leper Affinity – 10:23
2. Bleak – 9:16
3. Harvest – 6:01
4. The Drapery Falls – 10:54
5. Dirge for November – 7:54
6. The Funeral Portrait – 8:44
7. Patterns in the Ivy – 1:53
8. Blackwater Park – 12:08

Bonus-CD 2001
1. Still Day Beneath the Sun – 4:32
2. Patterns in the Ivy II – 4:12
3. Harvest (Video)

Bonus-Titel 2010
1. The Leper Affinity (Live) – 9:27

## Stil
Blackwater Park wirkt härter und eingängiger als der Vorgänger Still Life, entwickelt aber Opeths charakteristische Verschmelzung von Death Metal, Progressive Metal und Progressive Rock konsequent weiter. Das atmosphärisch düstere Album bewegt sich also zwischen „donnernden Drums und blitzenden Gitarrenergüssen“ mit gutturalem Gesang einerseits und ruhigen, balladesken Passagen mit akustischen Gitarren und klarem Gesang andererseits. Dazwischen finden sich hypnotische Klangflächen, elegische Pianosoli und an Andrew Latimer erinnernde Gitarrensoli. Die Stücke sind komplex arrangiert, meist nicht konventionell strukturiert und weisen dadurch immer wieder unerwartete musikalische Wendungen auf.

## Rezeption
Das Album wurde von der Presse hochgelobt und bedeutete den Durchbruch für die Band. Eduardo Rivadavia von Allmusic betrachtet Blackwater Park als Opeths Coming of Age und empfiehlt es als Einstieg in ihr Werk. Christian Rode von den Babyblauen Seiten hält es für „die Krönung der ersten fünf Opeth-Alben und deren Quintessenz“, für Dennis Hirth von powermetal.de bietet das Album „eine Stunde voller musikalischer Agressivität [sic!], Epik und Abwechslung, und ist ganz nebenbei noch eines der ästhetischsten Werke, die jemals an [s]eine Ohren dringen durften“. Blackwater Park war das Album mit der siebthöchsten Wertung der ersten zehn Jahre des Legacy-Magazins, und das eclipsed-Magazin nahm es in seine Liste der Progmetal-Meilensteine auf.
Die britische Musikzeitschrift Classic Rock kürte das Album im Juli 2010 zu einem der 50 Musikalben, die den Progressive Rock geprägt haben. Im Juni 2015 wählte das renommierte Fachblatt Rolling Stone das Album auf Platz 28 der 50 besten Progressive-Rock-Alben aller Zeiten. Das deutsche Magazin Visions führte im Frühjahr 2017 das Album in ihrer Liste der 66+6 besten Metal-Alben des dritten Jahrtausends und in ihrer 2019 veröffentlichten Liste der 55 besten schwedischen Rockalben.